# Xenorhinotherium
Xenorhinotherium – wymarły rodzaj ssaka z rodziny Macraucheniidae obejmujący brazylijski gatunek Xenorhinotherium bahiensis, spokrewniony z makrauchenią z Patagonii. Jest to jedyny gatunek tej rodziny znaleziony w Brazylii.

## Nazwa
Xenorhinotherium oznacza "bestię o dziwnym nosie". Epitet gatunkowy bahiensis odnosi się do brazylijskiego stanu Bahia, gdzie zwierzę zostało odnalezione.

## Klasyfikacja
Gatunek często umieszczany w rodzaju makrauchenia, niektórzy nawet uznają, że jest ten sam gatunek, co M. patagonica.

## Opis
Jak inne Macraucheniidae, stworzenie to miało małą trąbę. Posiadało także kilka cech nietypowych dla większości ssaków, dlatego też paleontologom trudno jest powiedzieć, do którego z żyjących ssaków było podobne. Było roślinożerne i mierzyło 5 metrów długości, a 3 wysokości.

## Czas i miejsce życia
Xenorhinotherium żyło w epoce plejstocenu, a wymarło 52 tysiące lat temu. O ile jest to osobny gatunek, to przetrwał on najdłużej w swej rodzinie. Poza tym gatunek ten był zamknięty w międzyzwrotnikowej Brazylii, poza tym z powodu różnic w budowie czaszki nie powinny być one uznane za 1 i ten sam gatunek. Obecnie bliższy wydaje się związek z Macraucheniopsis ensenadensis.